# Chrysoperla qinlingensis
Chrysoperla qinlingensis är en insektsart som beskrevs av C.-k. Yang och X.-k. Yang 1989. Chrysoperla qinlingensis ingår i släktet Chrysoperla och familjen guldögonsländor. Inga underarter finns listade i Catalogue of Life.